# Raymond P. Shafer
Raymond Philip Shafer detto Ray, meglio conosciuto come Raymond P. Shafer (New Castle, 5 marzo 1917 – 12 dicembre 2006) è stato un politico statunitense.

## Biografia
Raymond Shafer nacque a New Castle, il più giovane dei cinque figli del reverendo David P. Shafer e di sua moglie Mina. Nel 1933, il padre di Shafer si trasferì con la famiglia a Meadville per accettare l'incarico di pastore della Prima Chiesa cristiana. Dopo aver terminato il liceo a Meadville, Shafer ha frequentato l'Allegheny College, e più tardi la Yale Law School.
Nel 1942 Shafer entrò nella Marina degli Stati Uniti come ufficiale dei servizi segreti. Durante la seconda guerra mondiale partecipò a più di 80 missioni di combattimento. Tornato a Meadville dopo la guerra esercitò la professione di avvocato. La sua carriera politica inizia nel 1948, quando fu eletto procuratore distrettuale della contea di Crawford. Nel 1958 fu eletto al Senato dello Stato.
Successivamente divenne Governatore della Pennsylvania.

## La Commissione Shafer
Negli anni successivi la carica di Governatore, il presidente Richard Nixon nominò Shafer presidente della Commissione nazionale sulla Marijuana e l'abuso di droghe (conosciuta anche come Commissione Shafer), con l'incarico di stabilire i reali effetti del fumo di marijuana, e valutarne un eventuale declassamento dalla tabella 1 (droghe pesanti) alla tabella 2 (droghe leggere).
Nel 1972 i risultati di questo studio stabilirono l'infondatezza di alcune teorie riguardo all'uso di marijuana, come la cosiddetta teoria del passaggio ma non portarono a un effettivo declassamento della sostanza da parte del governo, che sembrò ignorarlo.
Lo studio si pronunciò anche sulle campagne mediatiche contro la Cannabis che anticiparono il periodo di proibizione negli Stati Uniti (che iniziò nel 1941 con il Marihuana Tax Act), concludendo che il bando sulla Cannabis era stato attuato e sussisteva «senza che nessuna ricerca seria e completa fosse stata eseguita sugli effetti della marijuana: la sostanza veniva accusata di essere stupefacente, di causare dipendenza fisica, di provocare crimini violenti e pazzia» ma «quei racconti erano ampiamente falsi».